# Château de Sassenage
Le château de Sassenage, aussi dénommé château Bérenger est château de plaisance datant du XVIIe siècle, situé dans la commune de Sassenage, dans le département de l'Isère et la région Auvergne-Rhône-Alpes et, autrefois, dans la province du Dauphiné. 
Le château, entouré par un domaine arboré de huit hectares, a conservé son mobilier d'époque, ses décors et ses tableaux, ainsi que sa cuisine. Il reste accessible au public pour des visites guidées durant certaines périodes.
Il appartient depuis 1971 à la Fondation de France à la suite d'un legs du dernier membre de la famille, propriétaire du domaine.

## Histoire
Le premier château, le « castrum de Cassinatico », est attesté au XIIIe siècle. En ruine au XVIe siècle, il existe encore des vestiges dans l'actuel parc du château de Beaurevoir, propriété bâtie à la fin du XIXe siècle par Alphonse Terray. 
Le château actuel est construit de 1662 à 1669 sur l'emplacement du second château de Sassenage détruit pour l'occasion, par Laurent Sommaire pour le baron Charles-Louis-Alphonse de Sassenage, marquis de Pont-en-Royans et comte de Montélier. Il s'agit d'un château de réception, troisième et dernière demeure construite par les seigneurs de Sassenage à Sassenage. 
Sassenage est historiquement le siège d'une des quatre baronnies du Dauphiné et joua un rôle très important dans la construction de cette province. La Maison de Sassenage qui bénéficiait du titre, pourrait être issue des Lusignan-Poitiers. Selon d'autres auteurs, elle descend des comtes de Lyon et de Forez et donc de la fée Mélusine.
Les bâtiments, le parc et l'allée de marronniers conduisant à l'ensemble du domaine font l’objet d’un classement au titre des monuments historiques par arrêté du 9 septembre 1942.

## Situation et accès

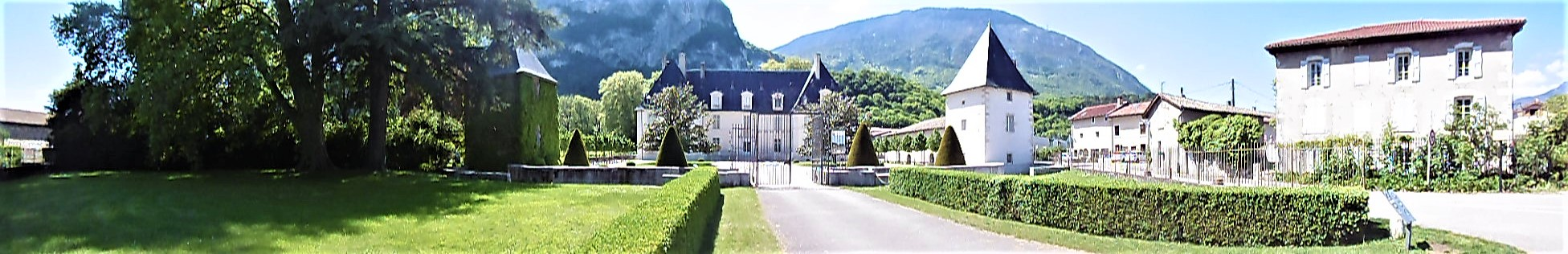
Photo panoramique de l'entrée du domaine du château de Sassenage en mai 2021

### Situation
Le château est situé dans le département de l'Isère, sur le territoire de la commune de Sassenage, à proximité de son bourg central et des cuves de Sassenage, non loin de la route de Valence, ancienne Route nationale 532, aujourd'hui route départementale reliant Grenoble à Valence, et en contrebas du lieu-dit « Les Côtes-de-Sassenage ».

## Description

### Le château

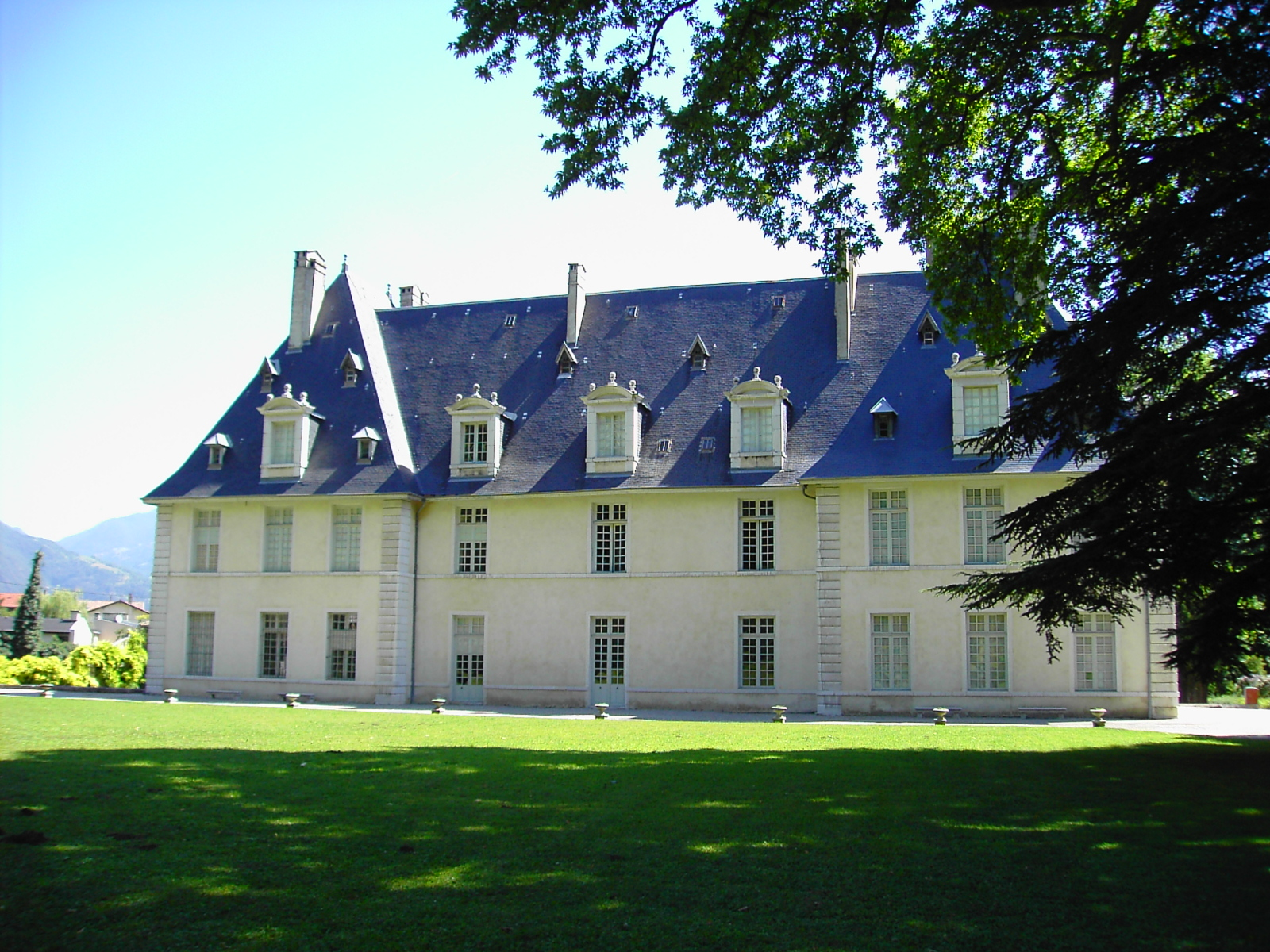
Façade arrière du château

De style classique du XVIIe siècle, le château est construit en pierre calcaire de Sassenage, l'Echaillon et du Fontanil, ainsi qu'en molasse de Voreppe pour l'escalier. L'ardoise du toit provenait de Besse en Oisans et les tuiles de Saint-Quentin-sur-Isère. Un fronton sculpté représente la fée Mélusine et les blasons des membres de la famille Sassenage.
L'intérieur présente une architecture des XVIIe et XVIIIe siècles. On note l'escalier à balustres et arcades en pierre, la cuisine voûtée organisée autour d'une cheminée, le mobilier estampillé par de ébénistes parisiens et dauphinois, dont les ébénistes grenoblois Hache, ainsi que deux peintures de Louis Cretey. Le château abrite des sièges prétendument offerts par Louis XV à la famille Bérenger-Sassenage, branche qui a pris la suite de la famille de Sassenage au XVIIIe siècle. À noter que le château de Sassenage est l'un des rares châteaux dont les meubles et le décor sont en place depuis la fin de l'Ancien Régime. Ce mobilier, restauré, contient des meubles de la famille Hache, dynastie d'ébénistes grenoblois des XVIIe et XVIIIe siècles, et aussi des meubles portant les estampilles des maîtres ébénistes parisiens du XVIIIe siècle. Au travers des pièces du château, il est possible de voir la variété des collections. Les boiseries Louis XVI du salon de compagnie ont été allégées du vernis jaunis, ce qui a permis de remettre au jour la peinture d'époque de ces boiseries.
Le domaine comprend, outre le château et son mobilier, un parc de huit hectares classé monument historique, des annexes et communs, ainsi que des archives remontant jusqu'au XIIIe siècle. Ce fonds privé est aujourd'hui déposé aux Archives Départementales de l'Isère. Il est accessible librement sur un site internet dédié.

### Les jardins et le parc

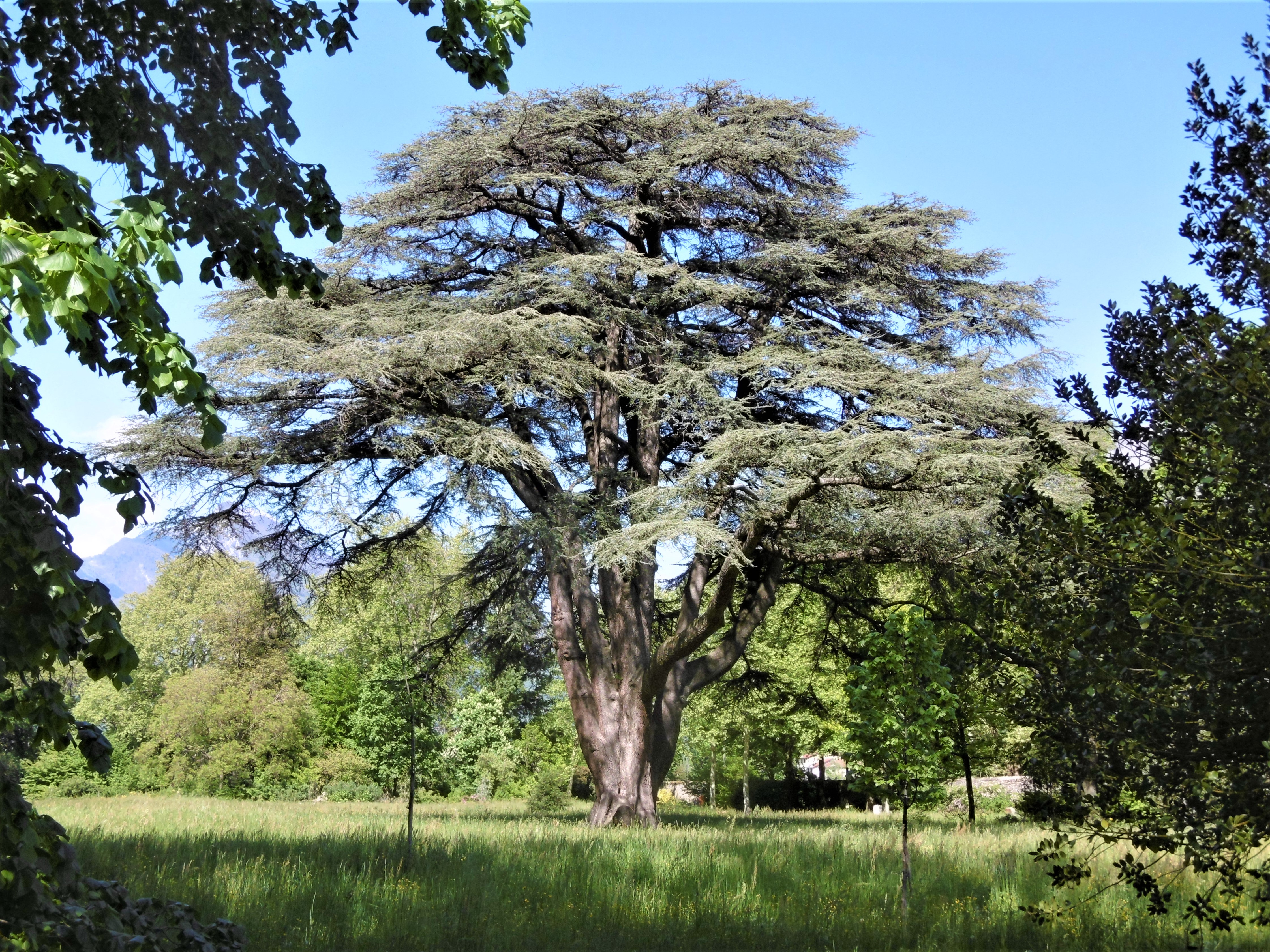
Cèdre du Liban dans le parc du château en mai 2021.

Les premiers jardins datent de la fin de la Renaissance et s'inspirent des jardins réguliers italiens ; labyrinthe de buis, grotte, statues en plomb, jeux d’eau. Situé à l'arrière de la demeure sur 1 hectare, lors de la construction de l'actuel château, l'architecte Laurent Sommaire crée un nouveau jardin régulier à la française. A la fin du XVIIIe siècle siècle, ce dernier est remplacé par l'actuel jardin anglo-chinois (jardin à l'anglaise), plus pittoresque et irrégulier. Il comprend des platanes plantés vers 1790. Au milieu du XIXe siècle, l'ensemble du domaine clos de murs est aménagé en parc paysager ainsi, près de 3 000 arbres et arbustes y sont plantés à l'image des cèdres du Liban, des noyers noirs d'Amérique, des platanes et d'autres essence plus communes comme le micocoulier.
Ce site présente également une grande prairie semi naturelle bénéficiant d'un entretien régulier depuis 1669[réf. souhaitée]. Restauré en 1999[réf. souhaitée], cet ensemble paysager présente également des espèces issues du milieu aquatique et de nouvelles plantations sélectionnées dans la liste des végétaux achetés autrefois par le marquis Raymond de Bérenger à son pépiniériste grenoblois[réf. souhaitée]. Des fleurs et des plantes aquatiques forment la base d'un biotope caractéristique des milieux humides [réf. souhaitée]où les plantes annuelles de passage et de petits animaux se sont installés dans un site très bien préservé[réf. souhaitée]. Le jardin abrite également de ruches[réf. souhaitée]. 
Des travaux de restauration du parc ont été entrepris par la Fondation de France, propriétaire du site de l'été 2017 à 2019 en plusieurs phases : abattage des arbres malades, replantation de nouveaux arbustes et arbres et reconstitution de l'architecture du parc.

### Le legs du château

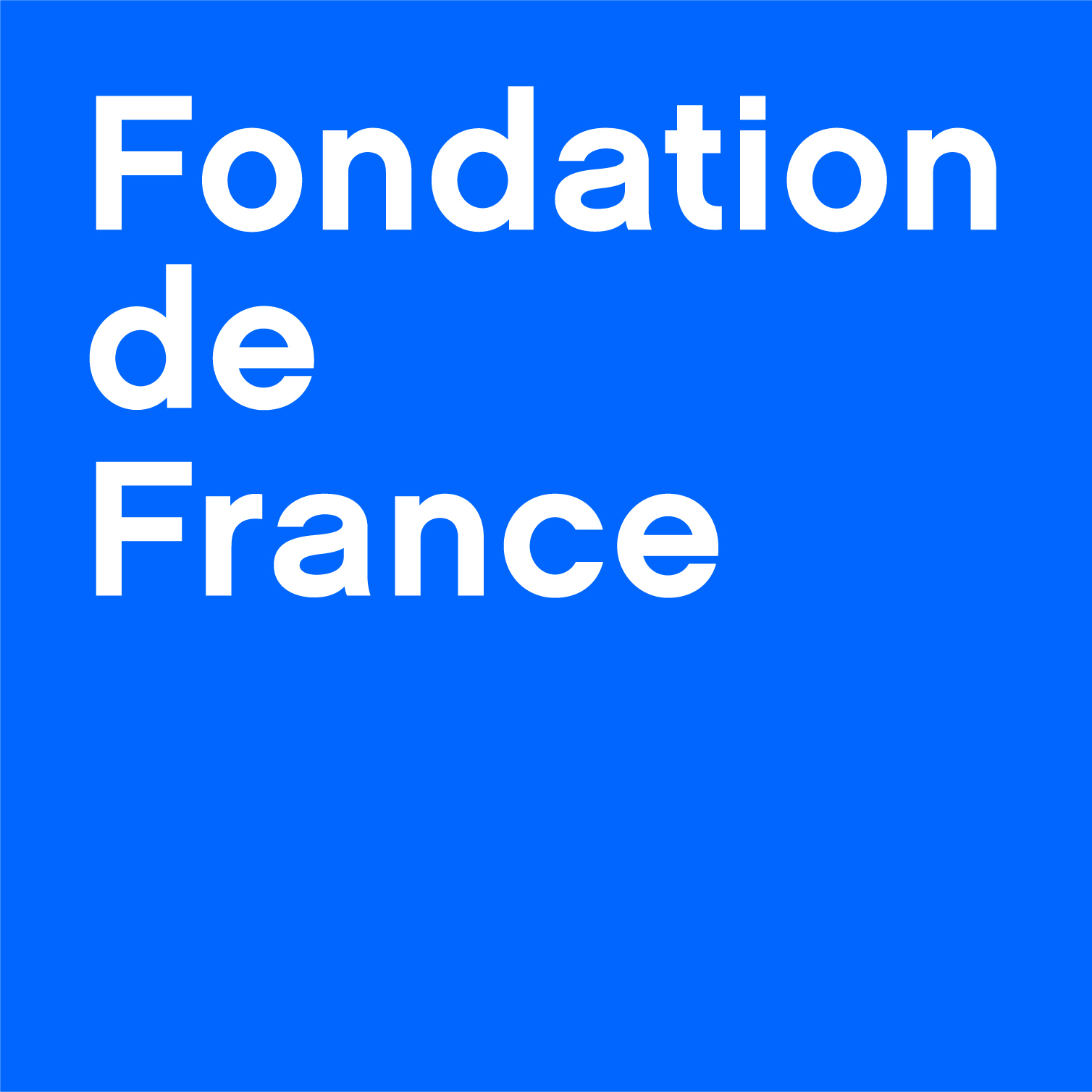
La Fondation de France

En 1971, le château a été légué à la Fondation de France par la marquise Pierrette-Élisa de Bérenger(1894-1971), fille de l’ancien ministre des travaux publics et de la marine, Pierre Baudin et de Françoise Jacqueline Alice Lafargue. Elle épouse en 1922 Raymond de Bérenger (1872-1945), ancien maire de Sassenage et dernier descendant de la famille des Bérenger-Sassenage. Elle est donc la dernière héritière de la famille et du nom. 
En créant la fondation Bérenger-Sassenage, sous l'égide de la Fondation de France, la marquise de Bérenger souhaitait que  : « Ce legs universel (soit) destiné avant tout à perpétuer et à conserver le nom et la mémoire de la famille de BERENGER et particulièrement la propriété de Sassenage que je me suis attachée toute ma vie à entretenir et à conserver. Elle doit rester le témoin d’une famille qui s’éteint avec moi, qui a beaucoup compté dans l’histoire du Dauphiné particulièrement et dans celle de France[réf. à confirmer]. »
Conformément aux dispositions de la dernière marquise, le château de Sassenage et ses composantes sont gérés par un organisme tiers. Ainsi, depuis 2012 la gestion du site revient à l'Association de Gestion du Domaine de Sassenage (AGDS). La partie commerciale est déléguée à une entreprise spécialisée dans l'évènementiel ; la société Helpers-Sites.
En 2008, une décision de justice a interdit à la Fondation de France de vendre aux enchères certains éléments du mobilier du château, particulièrement ceux qui sont protégés au « titre des monuments historiques et des meubles d’intérêt régional ». Depuis, le château de Sassenage et ses collections ont fait l'objet de restaurations démontrant ainsi la volonté du propriétaire de transmettre aux générations futures un patrimoine préservé et valorisé.
Raymond de Bérenger et son épouse Pierrette-Élisa (décédée en 1971) reposent dans le caveau de famille au cimetière Picpus à Paris.

## Visites

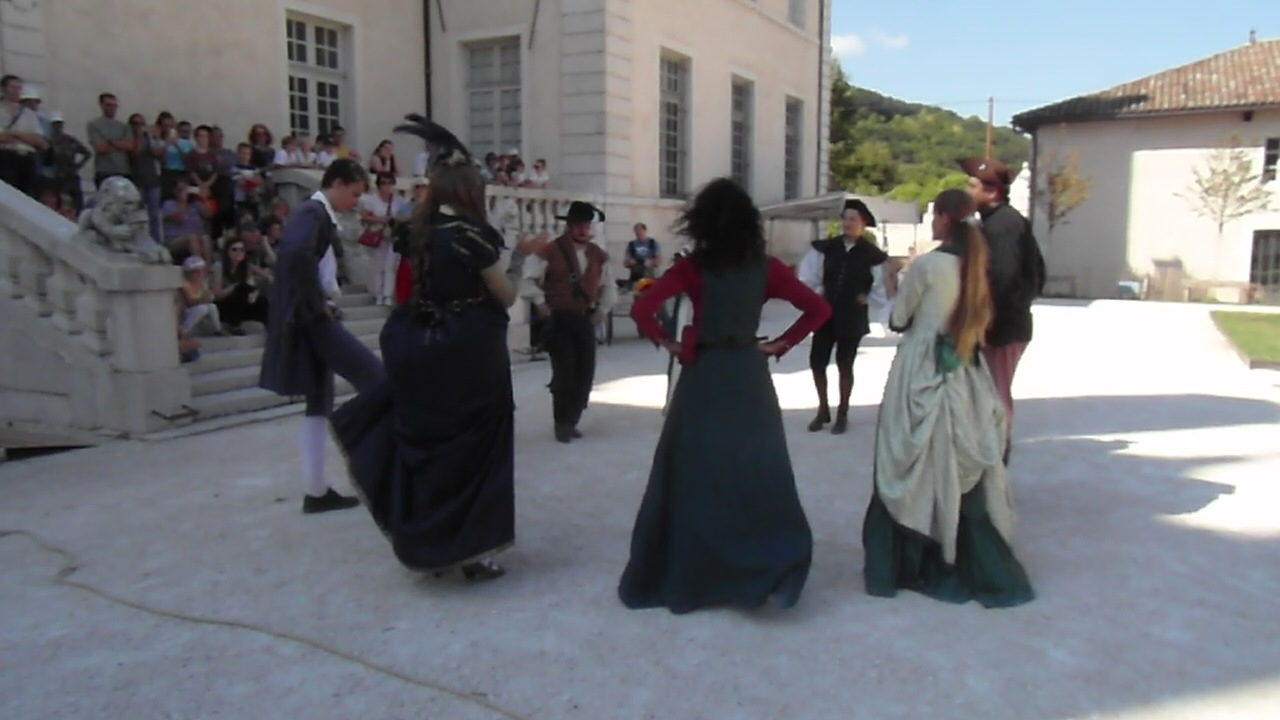
Danse de la période moderne devant le château de Sassenage organisée par la compagnie locale "Les lames du Dauphiné" en 2018

Propriété de la Fondation de France, par le biais de l'Association de Gestion du Domaine de Sassenage (AGDS) sont organisées périodiquement des visites guidées du château.

## Le château dans les arts

### Littérature

#### Les Liaisons dangereusesde Choderlos de Laclos
Général d'artillerie plus qu'écrivain, Pierre Choderlos de Laclos passa cependant à la postérité pour un roman qualifié de chef-d'œuvre dénommé Les Liaisons dangereuses et écrit entre 1779 et 1782.
L'auteur, né à Amiens, et militaire de vocation a parcouru tout le territoire français et son inspiration peut être multiple mais l'influence du court roman de Vivant Denon, Point de lendemain, écrit deux années auparavant, a pu être considérée comme prédominante. Il est également établi que le général Choderlos, lors d'un passage dans une garnison de Grenoble, fit connaissance de Déodat Gratet de Dolomieu, « inspirateur » du roman de Vivant Denon durant la période d'écriture des liaisons et s'inspirer là encore de la vie tumultueuse du futur grand savant, descendant de la famille de Bérenger du Guâ, homme très athlétique et séduisant, selon les descriptions même de l'époque pour créer le personnage du Vicomte de Valmont en l'associant avec d'autres figures aristocratiques de son temps, tel que le seigneur d'Allevard, lui aussi dauphinois.
Pour la famille de Sassenage, c'est Marie-Françoise-Camille, dernière marquise de Sassenage (1704-1786) qui semble inspirer Choderlos de Laclos. La dame de Sassenage se distingue à la cour de Louis XV, et intègre le cercle de Madame de Pompadour. Grande esthète, elle passe commande auprès d’artisans renommés. Revenue en Dauphiné vers 1770, elle anime avec éclat la vie mondaine grenobloise. « Libertine », indépendante, elle aurait ainsi inspiré  Choderlos de Laclos pour le personnage de Mme de Merteuil dans Les Liaisons dangereuses.

#### Le Chant des sorcièresde Mireille Calmel
Ce roman écrit par la romancière Mireille Calmel, auteure de récits de fictions et d'aventures historiques, généralement inspiré de l'époque médiévale est paru en trois tomes et constitue la première partie de la saga de « La Légende des Hautes Terres ». La parution de ces tomes s'est étalé entre les années 2008 et 2009.
L'action de ce roman se situe dans l'ancien château de Sassenage au XVe siècle et évoque, de façon très romancée, la vie à la cour de Philippine-Hélène Béranger de Sassenage en relatant également le passage hypothétique d'un prince turc connu dans l'histoire sous le nom de Zizime et amoureux de son hôtesse, sans oublier l'évocation du personnage de la fée Mélusine.

### Personnages et personnalités liés au château de Sassenage

#### Mélusine
Mélusine est une femme légendaire, souvent vue comme fée, une image célèbre des contes populaires et chevaleresques du Moyen Âge. Elle est représentée sur la façade du château de Sassenage.
Selon la légende, Raimondin, fils du comte de Lyon et du Forez (l'ancêtre de la famille des Bérenger-Sassenage) et Mélusine se marièrent. Cependant, Mélusine posa une condition, Raimondin devait accorder la permission à sa femme de se retirer seule dans ses appartements du château fort des Côtes de Sassenage tous les samedis et de ne jamais découvrir son secret. Après des années, Raimondin brisa son serment et il surprit Mélusine dans son bain, or celle-ci était sous l'apparence d'un être hybride, mi-femme et mi-serpent. Mélusine étant découverte, elle se transforma en dragon et s'enfuit pour se réfugier dans les grottes de Sassenage qu'elle ne quitta jamais. Elle ne se manifesta pas durant les siècles suivants, sauf pour annoncer la mort des membres de la famille seigneuriale en poussant des cris.
Fiers de leurs origines féeriques, la famille de Sassenage a choisi pour devise la légende de Mélusine : « Si fabula, nobilis est ! », « Si c'est une fable, elle est noble ! » Au centre de la façade de l'actuel château, sur le fronton de la porte d’entrée, une pierre en relief représente la fée Mélusine tenant dans ses mains les armoiries de la famille : Bérenger du Guâ à sa droite, Sassenage (le lion) à sa gauche.

#### La Maison des Sassenage

blason des Sassenage

Illustre famille du Dauphiné, elle en est la seconde des quatre grandes baronnies. La Maison de Sassenage serait issue des comtes de Lyon et du Forez. Le membre le plus ancien de cette famille est Hector au XIe siècle, dont les descendants prirent le nom de sa terre, à savoir Sassenage. Son frère Ismidon reçut pour sa part le Royans. Son fils Bérenger donna son nom à la famille ; les Bérenger du Royans.
Le nom et le titre devant être transmit par les mâles, cette première Maison de Sassenage issue d'Hector s'éteint en 1339 avec la mort d'Albert de Sassenage mort sans postérité.

#### La seconde Maison de Sassenage: les Bérenger-Sassenage

blason des Bérenger du Guâ

François 1er, baron de Sassenage, avait testé en 1328 en faveur de son petit-fils Henri de Bérenger du Royans, né de sa fille Béatrix mariée à Aymar de Bérenger, seigneur de Pont-En-Royans. François de Sassenage avait été le tuteur de son petit-fils et le testament impliqué une condition, reprendre le nom et les armes de Sassenage, ce que fit Henri à la mort de son oncle maternel Albert en 1339. Il donne ainsi naissance à la seconde maison de Sassenage en apportant avec lui sa terre de Pont-en-Royans.
À la suite de mariages successifs, d'autres branches des Bérenger s'allièrent plusieurs fois à la branche des Bérenger-Sassenage, à l’image des Bérenger du Guâ, dernier seigneurs de Sassenage à la suite du mariage de Marie-Françoise-Camille de Sassenage (1738-1810) et Raymond-Pierre de Bérenger (1733-1806) au milieu du XVIIIe siècle.
Une donation faite par la dernière marquise de Sassenage, Marie-Françoise-Camille de Sassenage (1704-1786)en faveur de son petit-fils le comte de Bérenger Raymond-Charles-Ismidon de Bérenger (1762-1828), permet la continuation du lignage sous le nom de Bérenger.

#### La Famille Hache
La dynastie Hache à Grenoble remonte à Thomas Hache (1664 - 1747), lui-même fils d’un ébéniste toulousain, qui s’installe dans le Dauphiné, à Grenoble en 1695. Son fils, Pierre Hache (1705 - 1776), lui succède dans son atelier à compter de 1725. 
Toutefois au Château de Sassenage ne sont majoritairement que des meubles confectionnés par Jean-François Hache après 1770. Comme sont père Pierre, il utilise des bois des Alpes pour réaliser ses marqueteries. En outre, il met au point un procédé permettant de teinter les bois régionaux, notamment en vert ou en rouge. Un grand nombre de ses créations sont exposées au château. 

#### Le docteur Antoine-Henri Ducoin et la manufacture de Blonde de Sassenage
Afin d'accueillir des personnes déshéritées (plus particulièrement des jeunes filles), une manufacture de dentelle au fuseau (la blonde) est créée à Grenoble, quartier Saint-Laurent - la manufacture de Blonde. Le 28 septembre 1770, une convention est signée entre la marquise Marie-Françoise-Camille de Sassenage et les entrepreneurs de la fabrique ; Messieurs Ducoin, Périer et Blanc, afin d'établir cette  fabrique au sein du château de Sassenage alors inhabité depuis plusieurs décennies. A la fin du bail en 1784, ce dernier n'est pas renouvelé et la famille de Bérenger récupère son château délabré. Le Dr Ducoin, directeur de la fabrique, fait alors édifier un nouveau bâtiment en 1786, à quelques centaines de mètres de là. Il s'agit d'une grande demeure utilisée en manufacture de dentelle qui ferme définitivement en 1791. Par la suite, elle sera dénommée le château des blondes, l'actuelle mairie de la commune de Sassenage.

## Mobilier

### Mobilier protégé au titre des monuments historiques
La Plateforme Ouverte du Patrimoine liste plus de 70 objets protégés au titre objet des monuments historiques conservés au château[réf. à confirmer] :

#### Tableaux
- La mort de Lucrèce[P 2]
- Bataille de Kirölm en 1605 entre les Polonais et les suédois[P 3]
- Quatre évangélistes (les)[P 4]
- Moïse sauvé des eaux, Loir Nicolas Pierre[P 5]
- Moïse aux puits, Loir Nicolas Pierre[P 6]
- Vue du village de Sassenage depuis le parc du château, Hébert Ernest[P 7]
- Paysage de montagne avec un cavalier sur un chemin, Momper Joost II[P 8]
- Vue du château de Sassenage et de sa cour d’honneur, depuis le plaçage, Guédy[P 9]
- Tobie rendant la vue à son père[P 10]

#### Portraits
- Portrait de Gaspard Baron de Sassenage marquis de Pont en Royans[P 11]
- Portrait présumé de Pierre de Bérenger, comte de Bérenger du Gua , Lefève [P 12]
- Portrait présumé de la marquise de Sassenage née Marie Françoise Camille de Sassenage, Joffroy Pierre[P 13]
- Portrait présumé d'Henriette Françoise de Lévis marquise de Bérenger, Joffroy Pierre[P 14]
- Portrait de Raymond Pierre de Bérenger marquis de Bérenger, Leroy François[P 15]
- Portrait de Marie Françoise Camille de Sassenage, La Tour Maurice Quentin[P 16]
- Portrait de Lucie de Guichen, marquise de Bérenger, Hébert Ernest[P 17]
- Dessin Portrait de Lucie de Guichen, marquise de Bérenger, en costume d'amazone, Hébert Ernest[P 18]
- Portrait de François de Bonne de Créqui duc de Lesdiguières gouverneur du Dauphiné[P 19]
- Portrait d'homme en cuirasse[P 20]
- Portrait d'homme en cuirasse et manteau bordé d'hermine[P 21]
- Portrait d'enfant en costume d'officier (portrait présumé de Charles-François de Sassenage)[P 22]
- Portrait de la jeune femme et la Rose, Valade Jean[P 23]
- Portrait d'un gentilhomme en cuirasse et chapeau à plumes rouges[P 24]
- Portrait de la jeune fille, Valade Jean[P 25]
- Portrait d’un homme en habit gris, Montjoie[P 26]
- Portrait de jeune femme à la couronne de Roses (portrait présumé de Françoise-Camille de Bérenger), Mlle Vasset[P 27]
- Portait de fillette au mouton, Delafüe[P 28]
- Portait de femme déshabillée blanc et robe bleu, Portrait présumé de Marie-Françoise de Sassenage, mariée de Maugiron)[P 29]
- Les portraits de cour et d’amitié :
  - Portrait de Marie Joséphine Louise de Savoie comtesse de Provence, Lié Périn-Salbreux [P 30]
  - Portrait de Louis Stanislas Xavier de France frère de Louis XVI[P 31]
  - Portrait de Mme la Dauphine Marie-Joséphe de Saxe[P 32]
  - Portrait de Mme la Dauphine Marie-Joséphe de Saxe[P 33]
  - Portrait de la comtesse de Provence en Diane, Drouais François-Hubert [P 34]
  - Portrait de monseigneur le Dauphin fils de Louis XV, Frédou Jean Martial [P 35]
  - Portrait de monseigneur le Dauphin fils de Louis XV, Frédou Jean Martia [P 36]
  - Portrait de la comtesse d'Artois Marie-Thérèse de Savoie avec ses enfants, Leclerc J. S.[P 37]
  - Portrait de la reine Marie-Antoinette avec ses enfants, Leclerc J. S[P 38]
  - Portrait de dame en robe de velours bleu à Brandebourgs[P 39]
  - Portrait d'Etienne François duc de Choiseul ministre de Louis XV, Gautier Dagoty Jacques Fabien [P 40]
  - Portrait d’Hugues de Lionne[P 41]

#### Mobilier
- Buffet, Hache Pierre[P 42]
- Buffet[P 43]
- Table de nuit, Hache Jean-François[P 44]
- Table de nuit, Hache Jean-François[P 45]
- Table de piquet n°1, Hache Jean-François[P 46]
- Table de piquet n°2, Hache Jean-François[P 47]
- Table de piquet n°3, Hache Jean-François[P 48]
- Table de tri, Hache Jean-François[P 49]
- Toilette, Hache Jean-François[P 50]
- Toilette, Péridiez Brice[P 51]
- Commode, Hache Jean-François[P 52]
- Commode, Reizell François et Mantel Pierre[P 53]
- Commode, Mauter Conrad[P 54]
- Commode, Hache Jean-François[P 55]
- Bas d’armoire secrétaire à abattant, Stumpff Jean-Chrysostome[P 56]
- Bas d’armoire secrétaire à abattant, Caumont Jean[P 57]
- Bas d’armoire secrétaire à abattant, Oeben Jean-François[P 58]
- Ecran à feu, Rebour Isaac-Simon[P 59]
- Paire de contadors[P 60]
- Cabinet[P 61]
- Meuble combiné (bibliothèque-prie Dieu et oratoire domestique), Leleu Jean-François[P 62]
- Chaise à porteurs, Chambord[P 63]
- Mobilier de la chambre du roi[P 64] :
  - Le lit[P 65],
  - 3 fauteuils bergères, Pothier Jean-Jacques [P 66],
  - 10 fauteuils dits à la Reine, Pothier Jean-Jacques Saint Georges[P 67]

#### Instruments de musique
- Piano forte, Freudenthaler Johan-Wilhelm[P 68]
- Piano à queue Erard n°17724[P 69]

### Peintures dans la Salle des États
Un cycle de peinture (10 toiles) représentant la déesse Psyché, selon le modèle de la Loggia de Psyché à Rome réalisé par Raphaël dans le Grand Salon du 1er étage, les deux tableaux de Louis Cretey tirés de l'Enéïde de Virgile et un paysage en ruines antiques de Pierre-Joseph Petit dans la Salle des États, le tout classé monument historique puisqu'attaché[réf. nécessaire] au château de Sassenage.

## Galerie de photos

### Vues extérieures

Quelques photos de la façade du Château de Sassenage
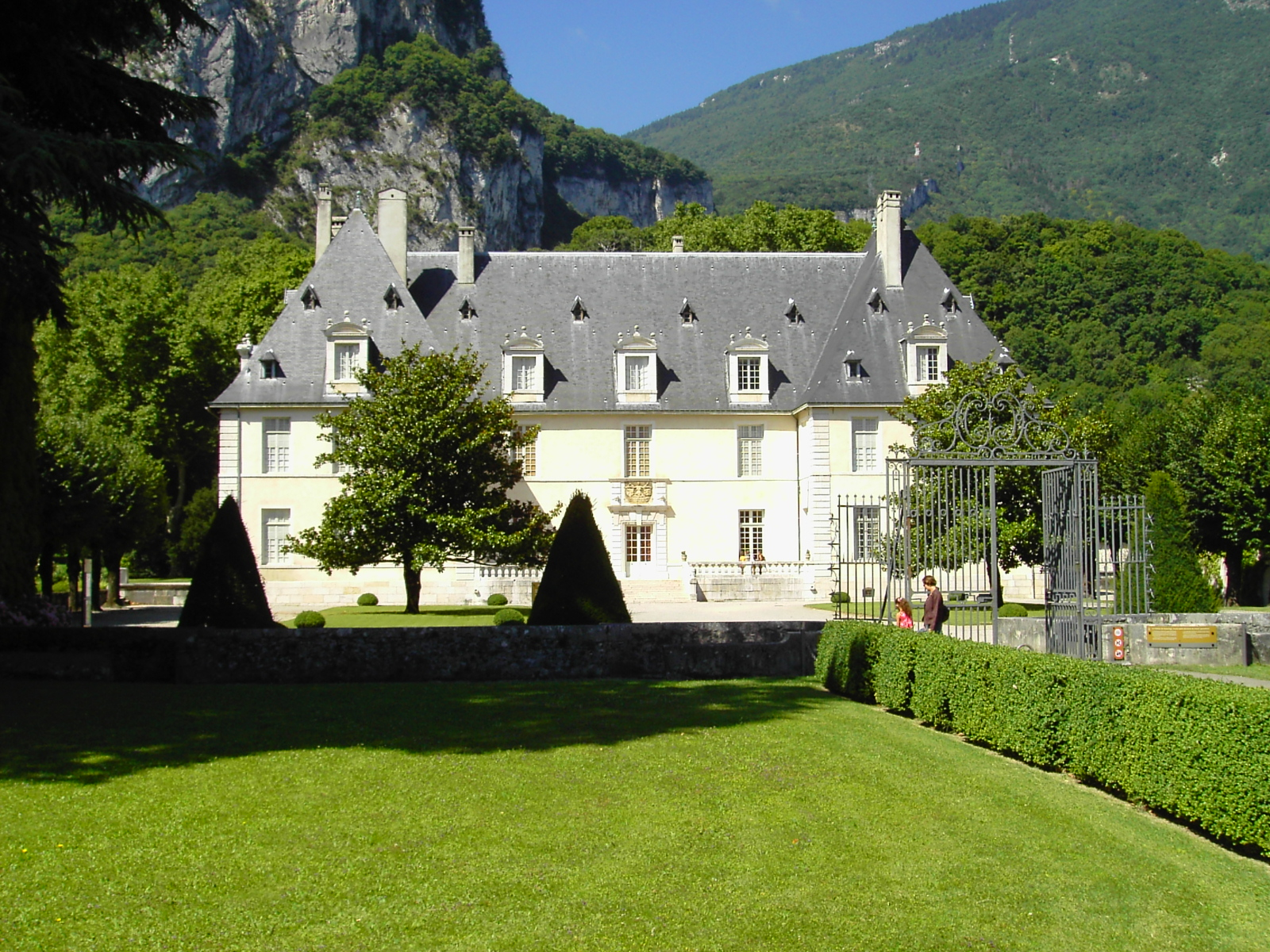
Entrée actuelle du Château depuis l'allée du château.
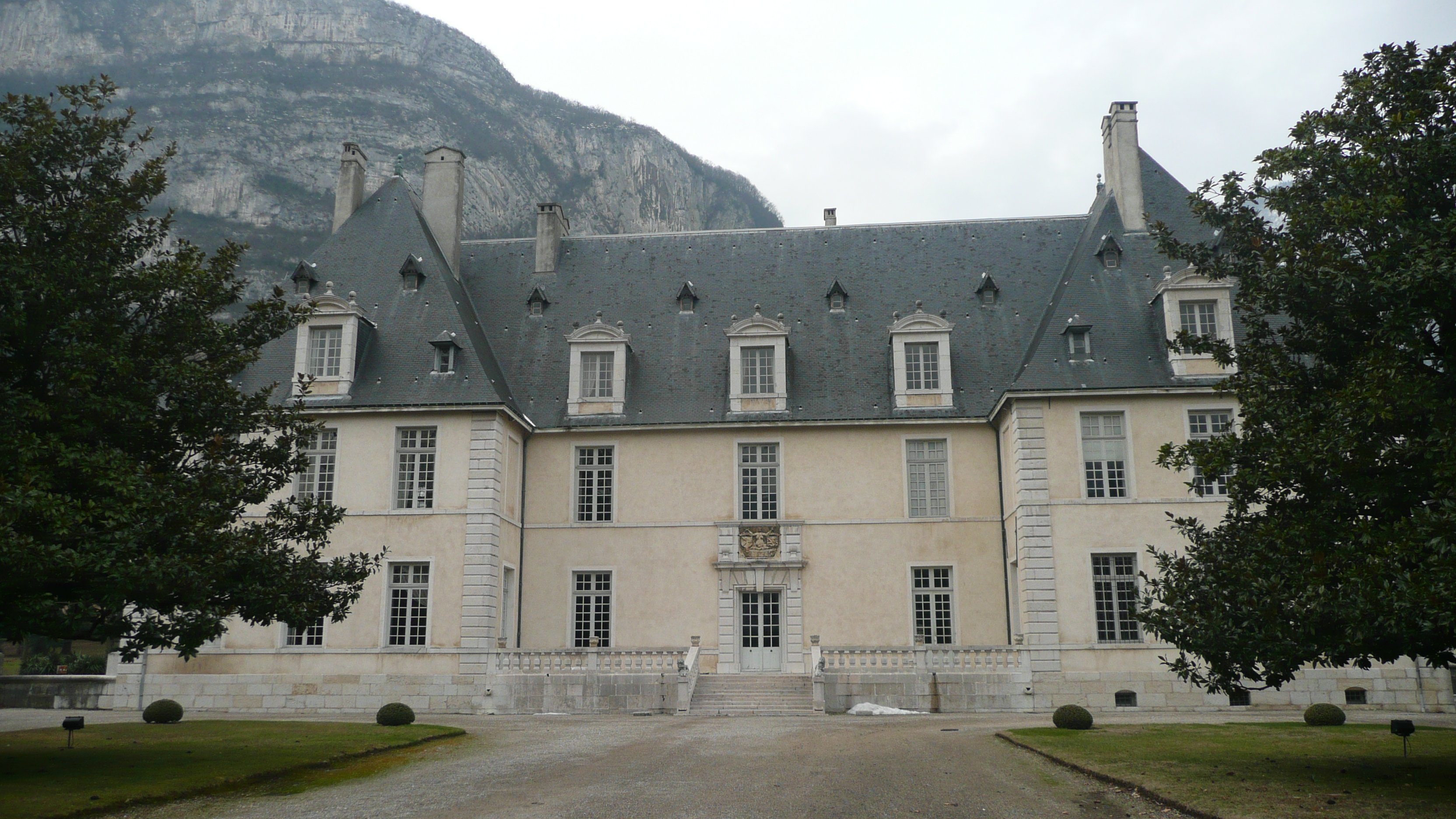
Façade du château depuis le portail du jardin.
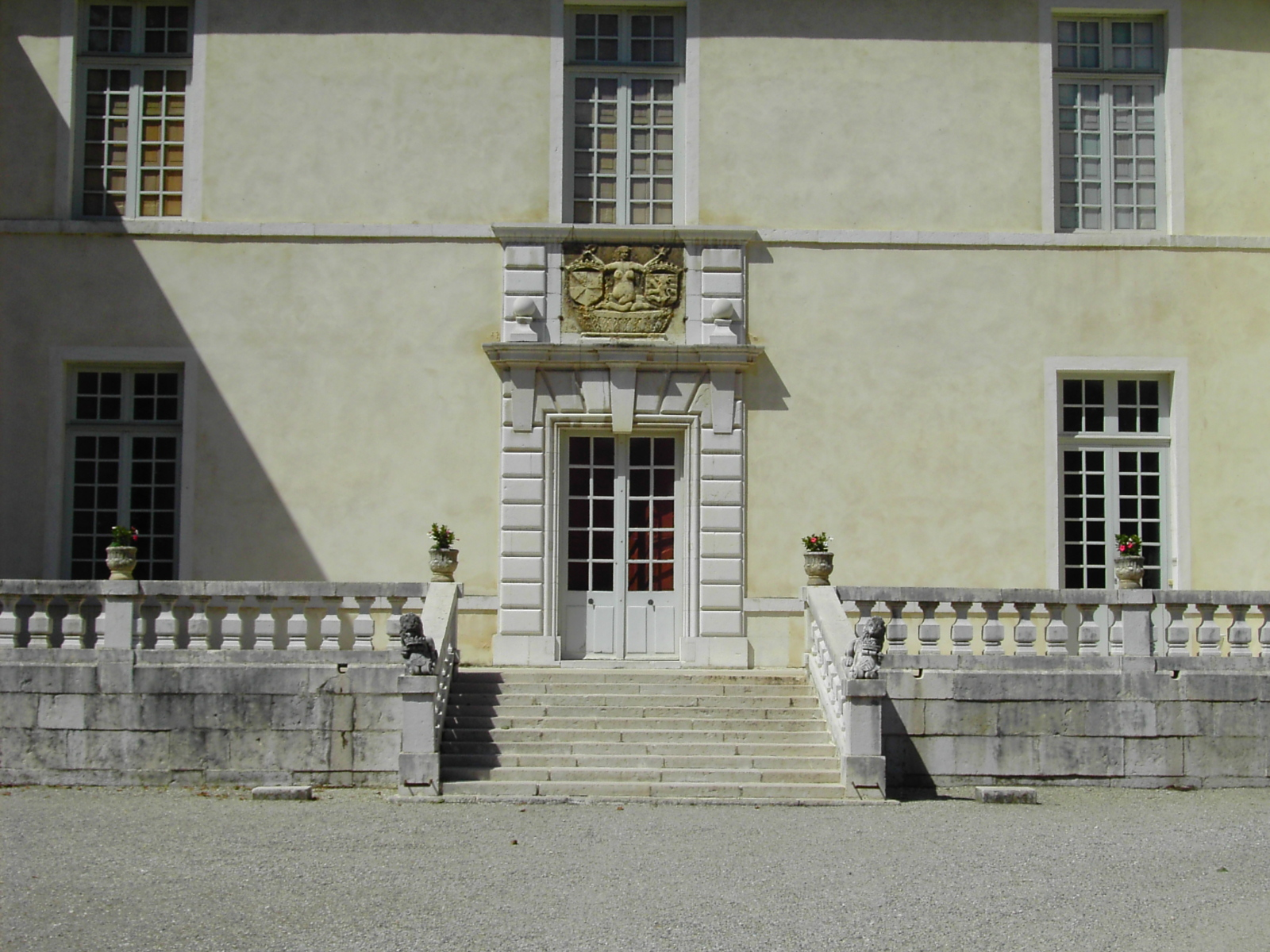
Escalier, perron et façade du château.
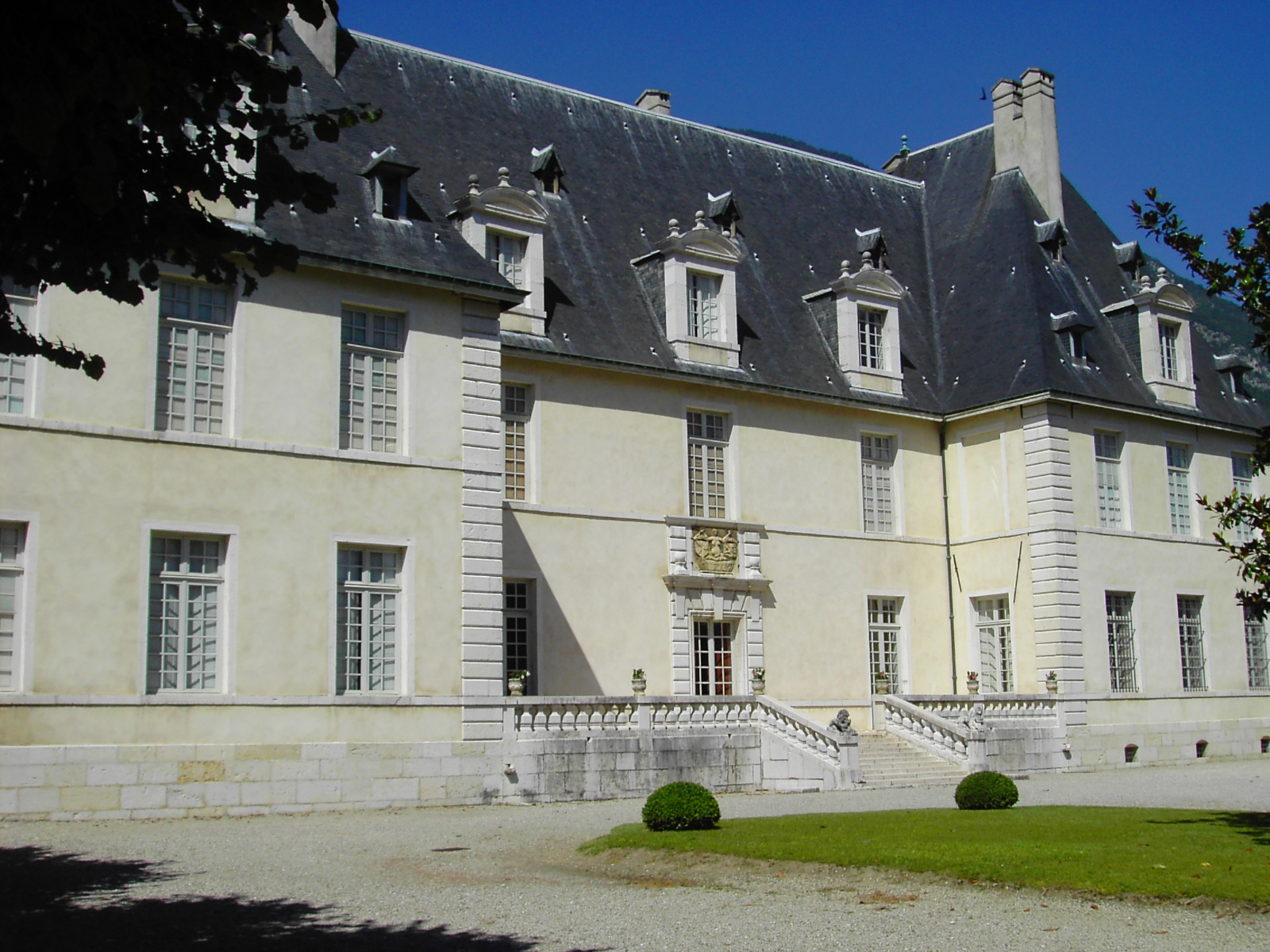
Vue du château depuis l'ancienne chapelle.
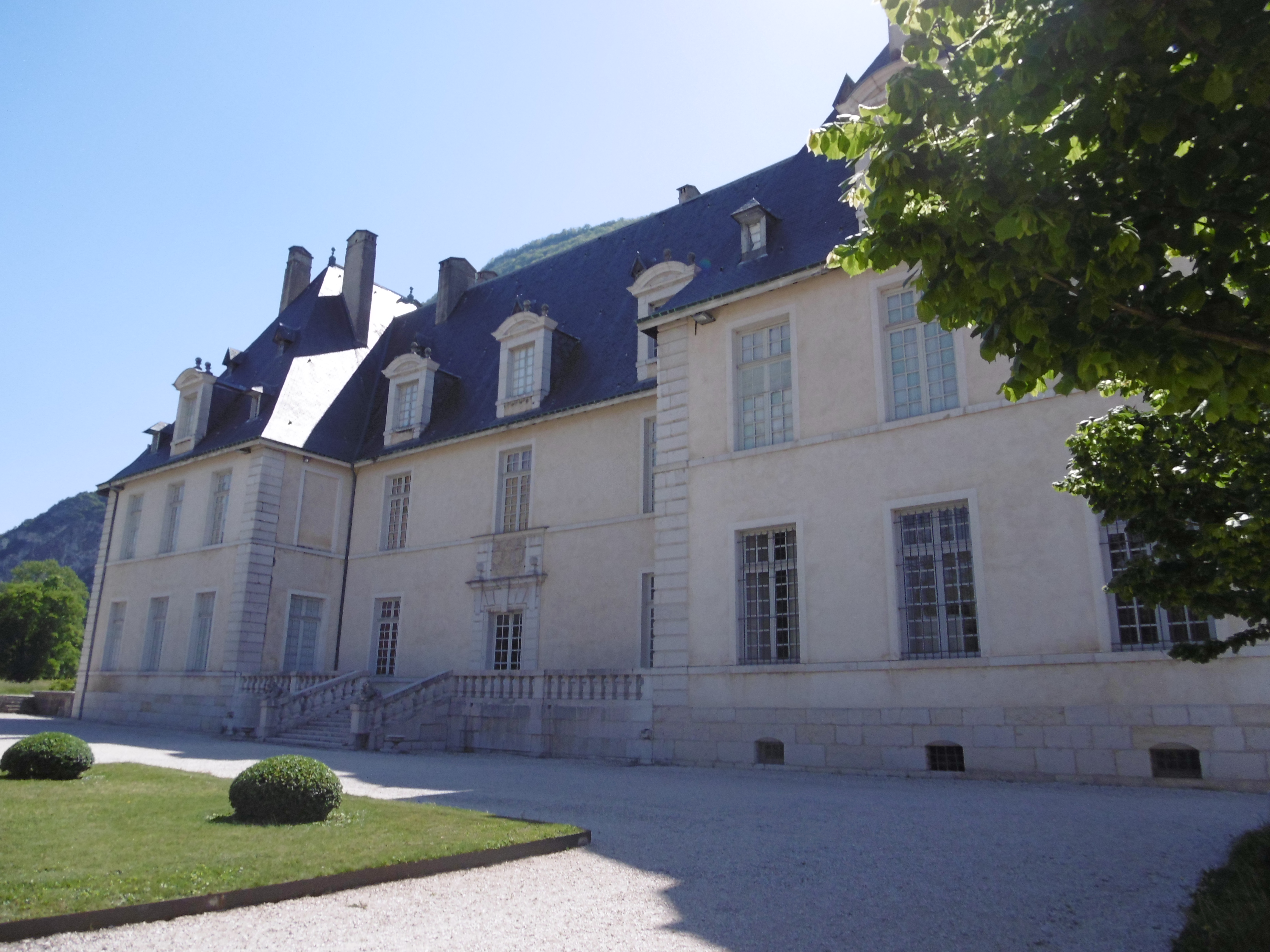
Vue du château depuis l'ancienne orangerie

### Vues sur le mobilier et l'aménagement

Quelques photos de l'intérieur du château de Sassenage
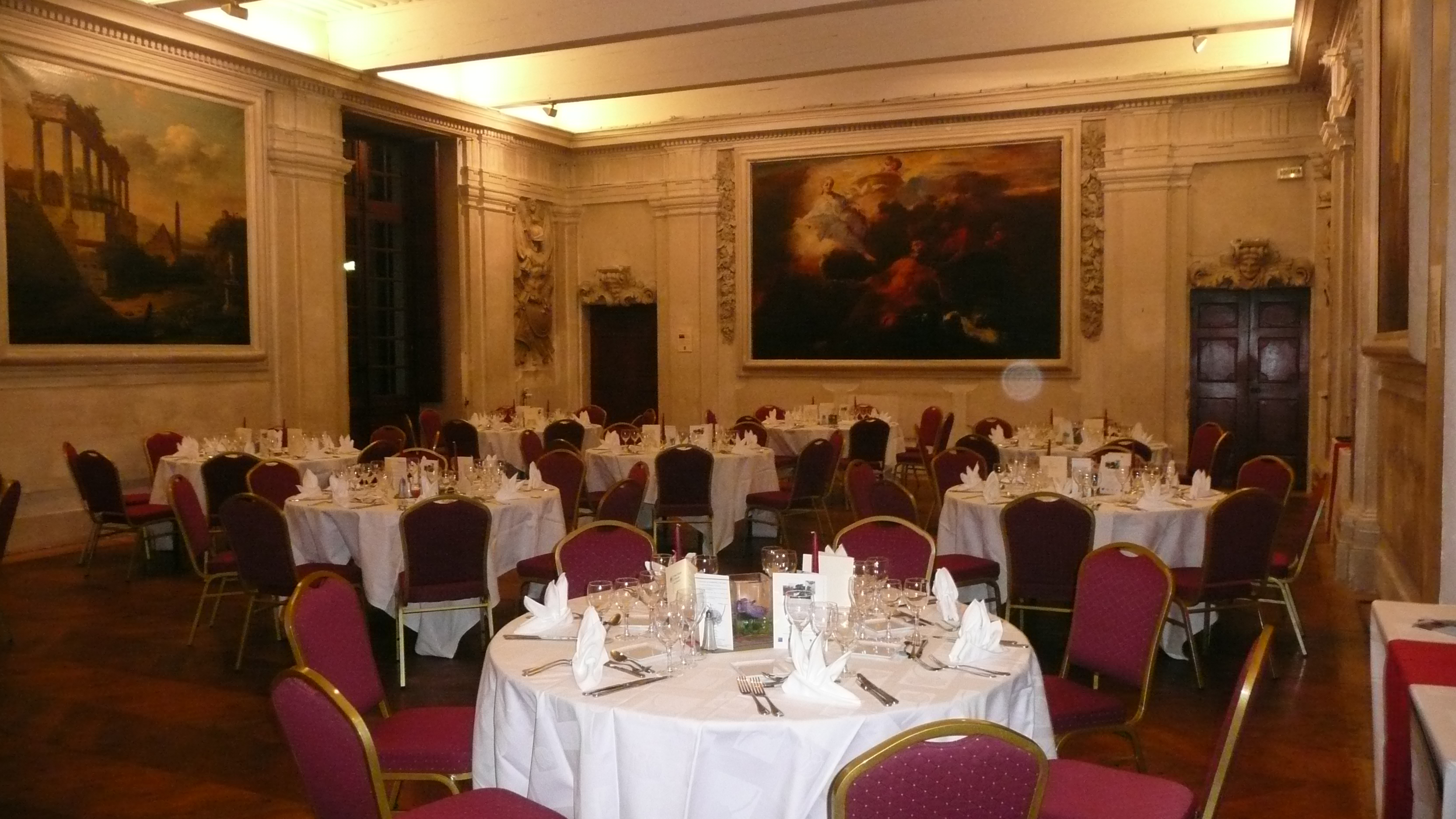
Salle des États lors d'une réception.
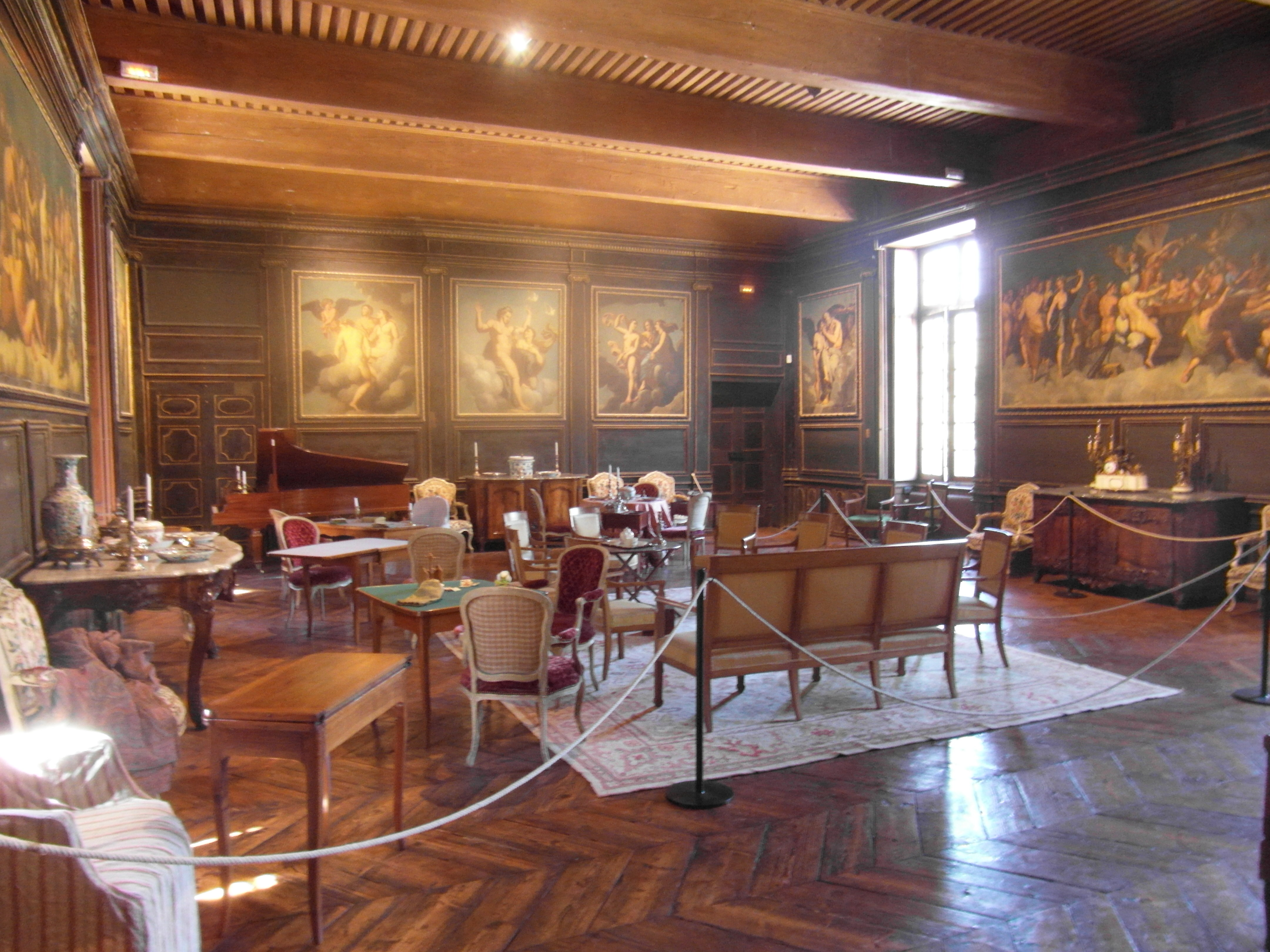
Grand salon du château de Sassenage.
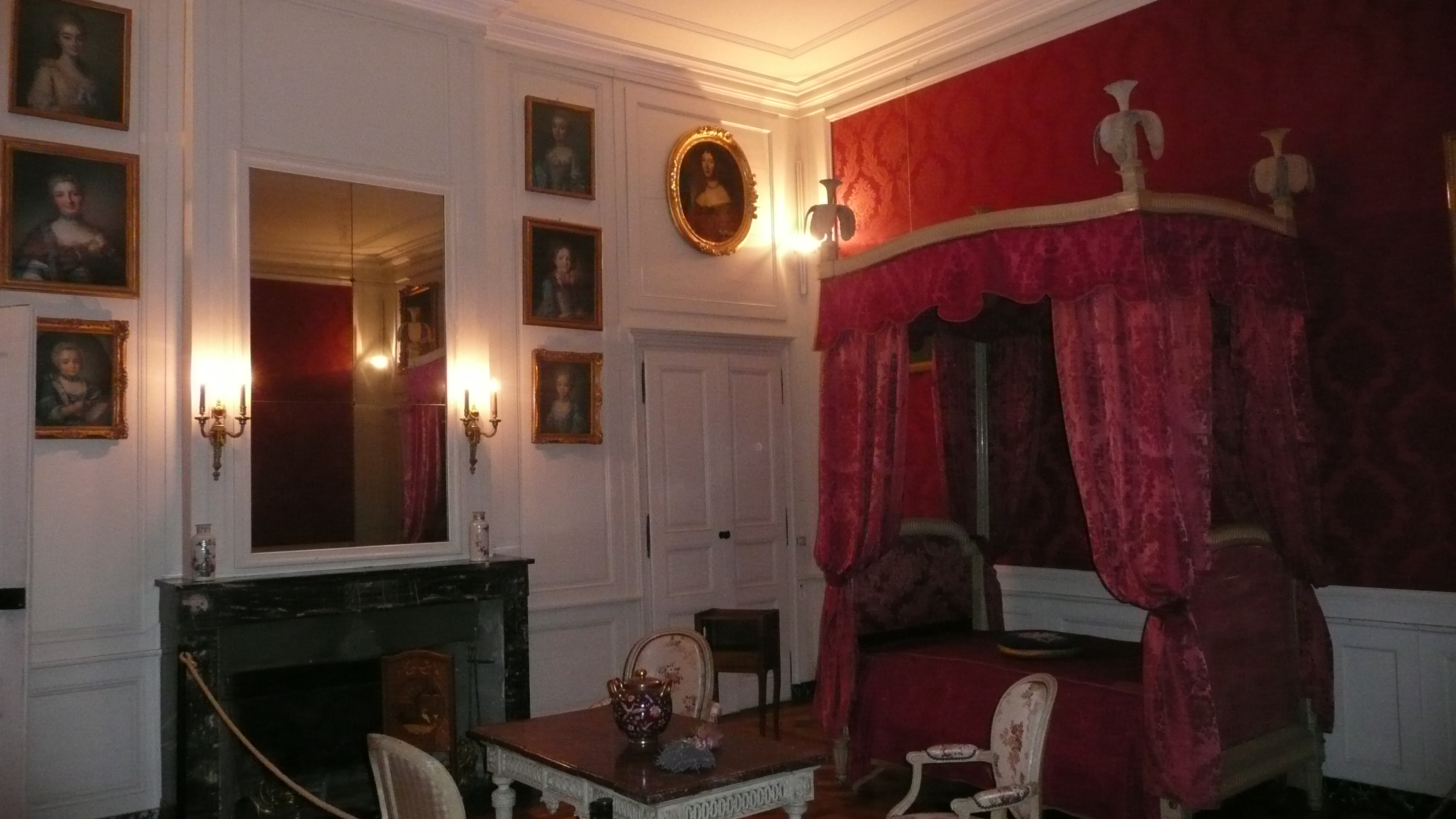
Chambre de la Marquise 1er étage du château.
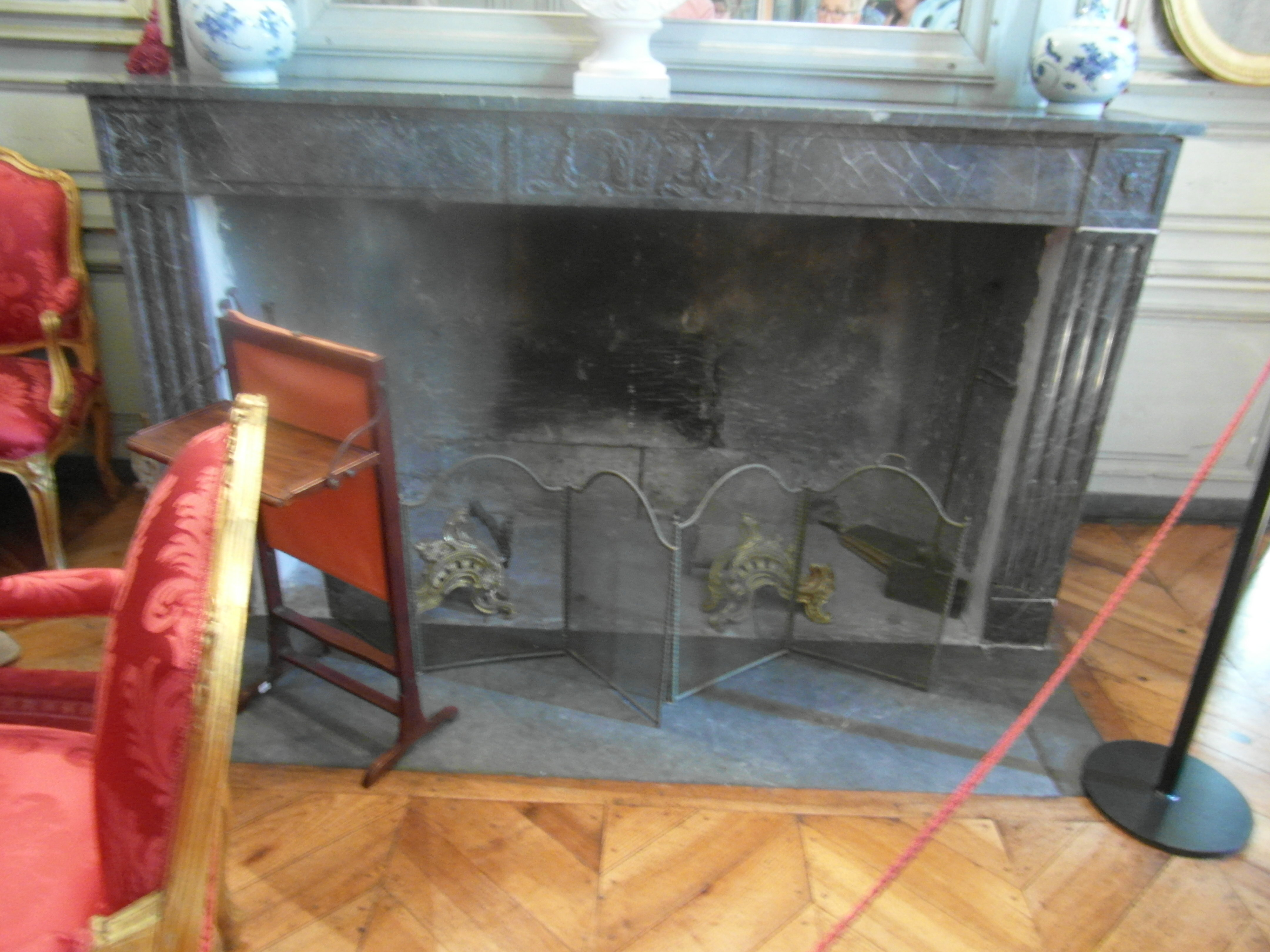
Cheminée de la chambre du Roi.

### Vues sur le parc et jardins

Quelques photos des jardins du Château de Sassenage
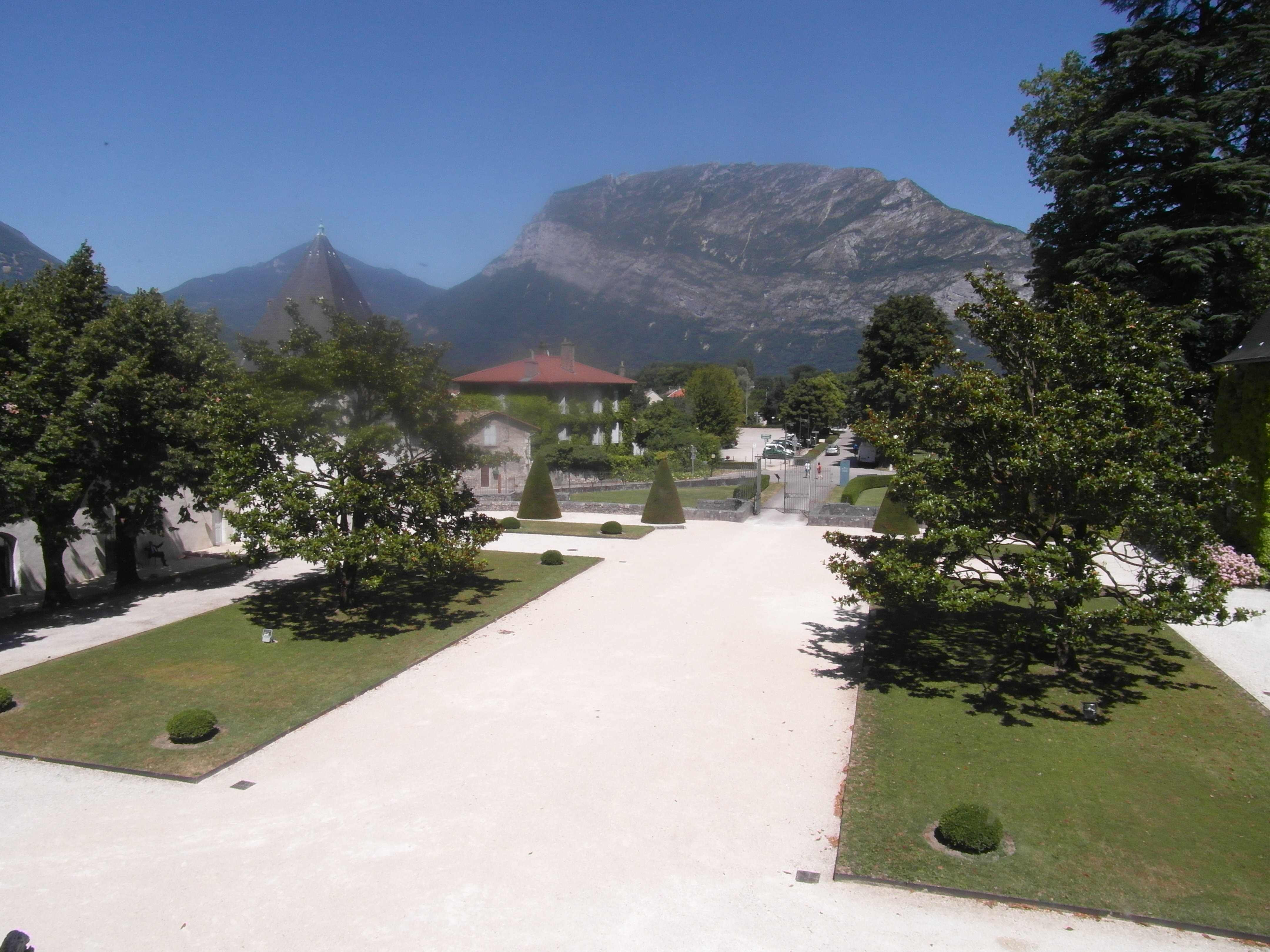
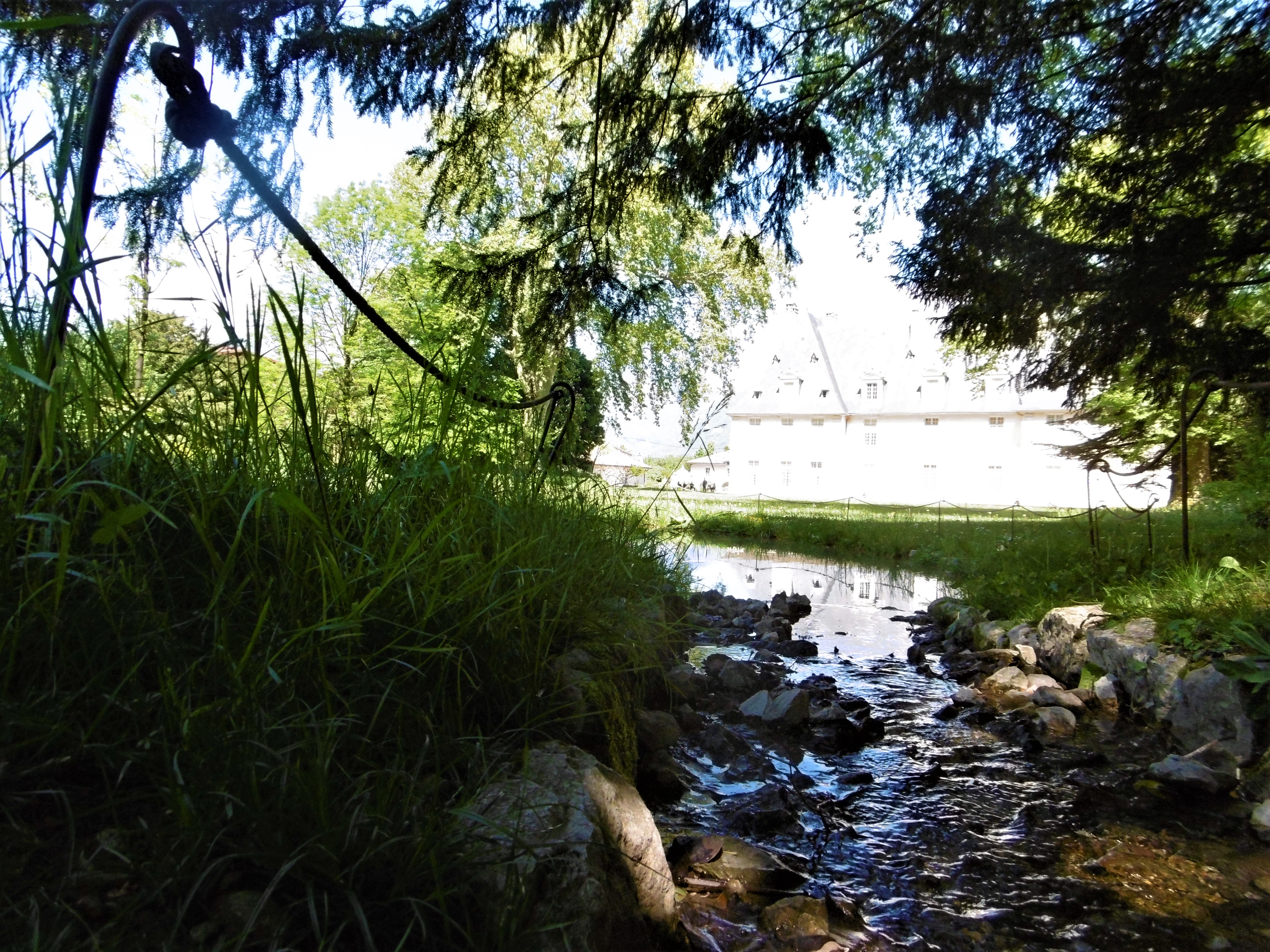
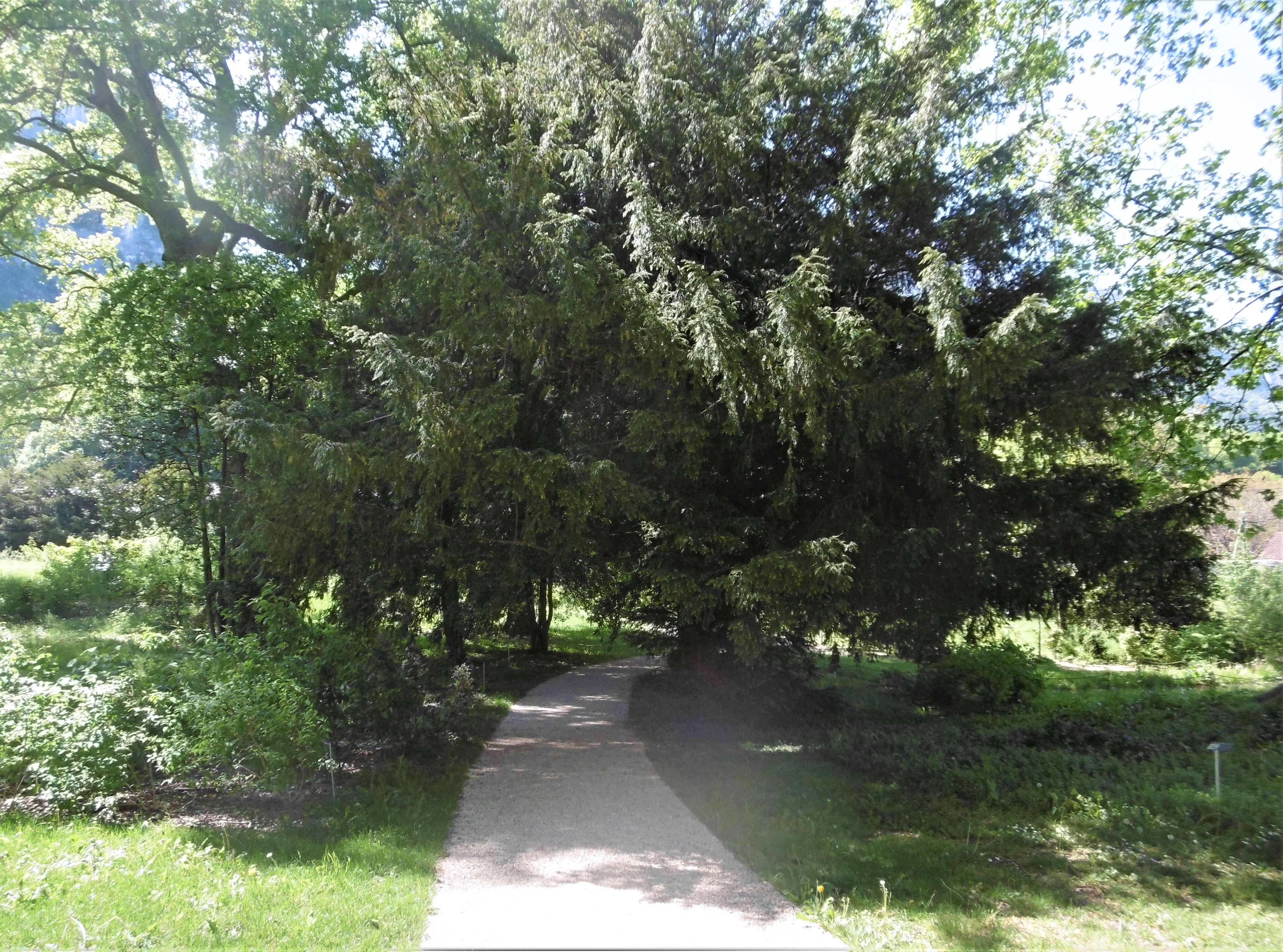
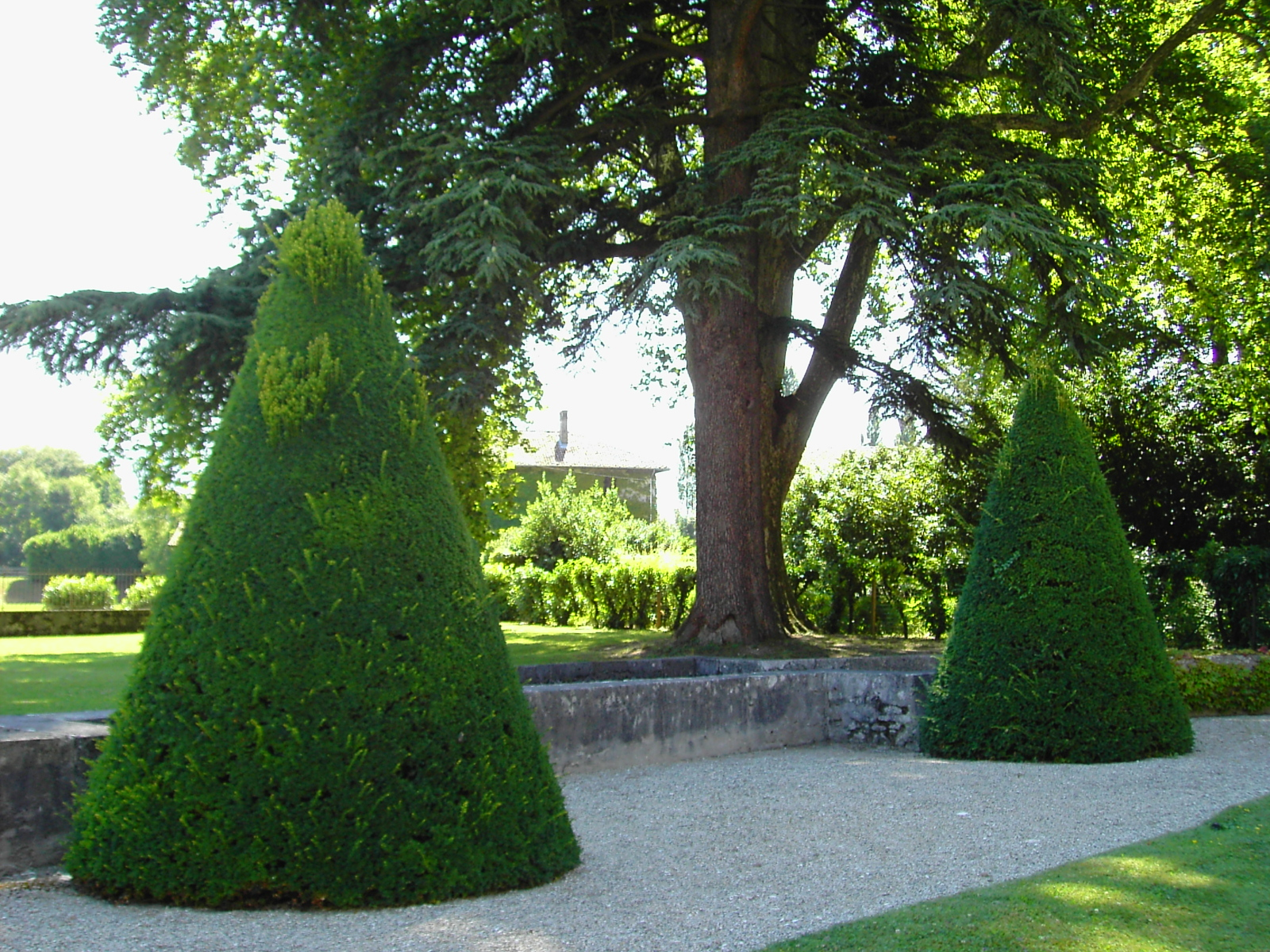
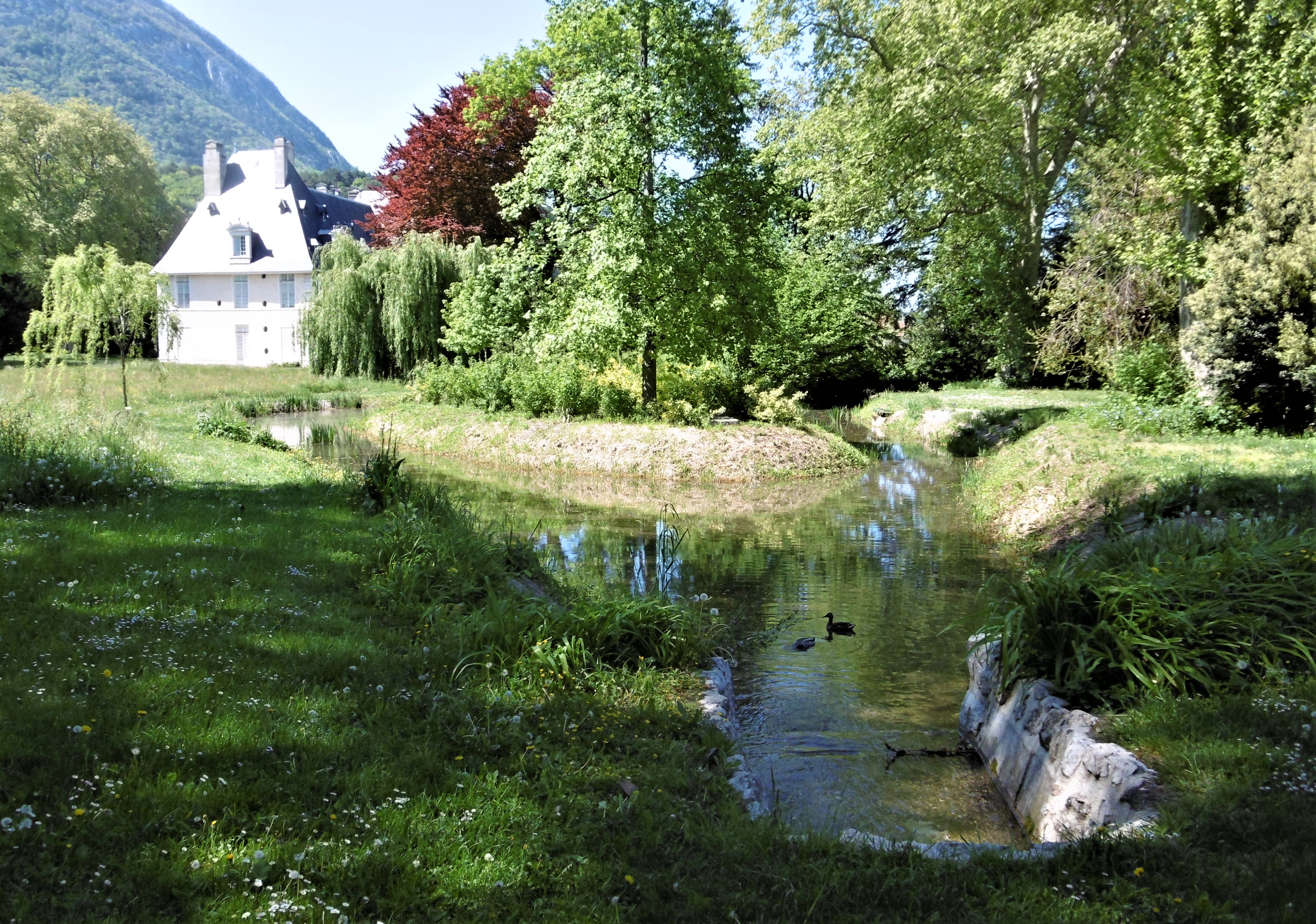

## Pour approfondir